# Hinano
Hinano（ひなの、2006年3月8日 - ）は、日本の女性ボーカリスト。本名は高島 一菜（たかしま ひなの）。2022年2月23日に、アニメーション映画『DEEMO サクラノオト -あなたの奏でた音が、今も響く-』主題歌『nocturne』でデビューした。

## 来歴
2006年3月8日、東京都に生まれる。2020年7月、アメリカ合衆国ロサンゼルスでオンラインイベント形式で開催されたAnime Expo Lite 2021内で行われた「DEEMO THE MOVIE 歌姫オーディション 」で世界各地約1,400人の応募者の中からグランプリに選ばれた。2022年2月23日、1st EPとして同映画の主題歌で梶浦由記作詞作曲の『nocturne』でデビュー。2022年10月26日には、デビューマキシシングルとなる『ヴァージニア』をリリース。同楽曲はテレビアニメ『うちの師匠はしっぽがない』エンディングテーマで、同アニメ放送開始の9月30日には先行配信が開始された。

## 人物
音楽に対する関心は、音楽大学卒の母親の影響があった。音楽の世界の厳しさから当初はアーティストになることを反対されたが、真剣さからやがて応援されるようになった。小学2年の頃に母親の知人のクラリネット奏者が参加するオーケストラコンサートが、音楽に関する記憶の中で最も古い事柄の一つであると述べている。歌う前には体幹トレーニングを欠かさず行っており、地に足を付けて歌えるよう裸足でレコーディングに臨んだところ、梶浦に驚かれたという。
好きなアーティストにアリアナ・グランデ、MISIA、Superflyを挙げる。

## タイアップ
| 曲名          | タイアップ                                                                           |
| ------------- | ------------------------------------------------------------------------------------ |
| nocturne      | 劇場アニメ『DEEMO サクラノオト 〜あなたの奏でた音が、今も響く〜』主題歌              |
| ヴァージニア  | テレビアニメ『うちの師匠はしっぽがない』エンディングテーマ                           |
| Hopeful Land  | テレビ神奈川 ドラマ『信長未満—転生光秀が倒せない—』エンディングテーマ                |
| CHANGEMAKER   | テレビアニメ『解雇された暗黒兵士（30代）のスローなセカンドライフ』オープニングテーマ |
| LOVE INFINITY | テレビアニメ『贄姫と獣の王』オープニングテーマ                                       |